# Egilomen globosa
Egilomen globosa är en snäckart som beskrevs av Stanisic 1990. Egilomen globosa ingår i släktet Egilomen och familjen Charopidae. Inga underarter finns listade i Catalogue of Life.